# 金澤志奈
金澤 志奈（かなざわ しな、1995年7月29日 - ）は、茨城県笠間市出身の日本の女子プロゴルファー。所属はクレスコ。

## 経歴
8歳でゴルフを始め、中学、高校でも大会上位の成績を収めた。
岩瀬日大高在学時の2011年、「全国高等学校ゴルフ選手権大会」個人の部では優勝した川岸史果、2位タイの永峰咲希らに次ぐ4位タイ。団体の部6位。
中央学院大学在学時の2015年に韓国・光州で開催された「第28回ユニバーシアード競技大会ゴルフ競技」では個人で銀メダル、女子団体で井上りこ、丹野寧々とともに銀メダルを獲得した。第70回国民体育大会で茨城県代表として畑岡奈紗・丹野とともに団体優勝。
2016年、日本女子学生ゴルフ選手権競技で優勝。
2017年、大学を中退し、日本女子プロゴルフ協会（JLPGA）最終プロテストに勝みなみ、新垣比菜、小祝さくららとともに合格。同年は獲得賞金なしもステップアップツアーで優勝。
2018年、ほけんの窓口レディース5位タイが最高。賞金ランク57位。
2019年、トップ10を3回記録し、最後まで賞金シード争いを演じたが51位で惜しくも届かず。
2021年、第1回リランキングでも上位につけ、「アース・モンダミンカップ」では通算10アンダー、4位タイと健闘。「伊藤園レディスゴルフトーナメント」では首位・稲見萌寧と9打差をつけられたものの、西郷真央と並び自己最高の2位タイとなった。